# Кряучюнас, Йонас
Йо́нас Кряучю́нас (лит. Jonas Kriaučiūnas; 18 июня 1864, Бундзай (ныне — Шакяйское районное самоуправление) — 5 февраля 1941, Каунас) — литовский общественный деятель и работник литовской печати.

## Биография
Окончил Сувалкскую гимназию. С 1886 года учился на медицинском факультете в Московском университете. Не окончив курса, в 1889 году вернулся в Литву. Скрываясь от призыва в армию, выехал в Тильзит, где жил под вымышленным именем Johan Lubowski.
Зарабатывал на жизнь редактированием литовских молитвенников. Был редактором издававшихся в Пруссии литовских периодических изданий «Швеса» („Šviesa“, 1890), в 1891—1895 годах журналы «Варпас» („Varpas“) и «Укининкас» („Ūkininkas“), поставлял книгоношам литовскую печать для распространения в России. Вместе с Видунасом и другими режиссировал литовские спектакли. Издал книгу Симонаса Даукантаса „Pasakojimas apie veikalus lietuvių tautos senovėje“ (1893), сочинения Пятраса Арминаса-Трупинелиса (1893).
После вступления на престол Николая II вернулся в Россию. Жил в Кибартах, работал переводчиком в транспортной компании. В 1897 году за распространение запрещённой литовской печати был арестован и два года провёл в заключении в Ковно и Санкт-Петербурге, затем выслан на три года в Дерпт.
В 1904—1905 годах в Вильнюсе редактировал газету «Вильняус жинёс» („Vilniaus žinios“). Был, вместе с Йонасом Басанавичюсом, инициатором Великого Вильнюсского сейма (1905). В 1910 году в Риге редактировал газету „Rygos garsas“.
Во время Первой мировой войны эвакуировался в Санкт-Петербург. В 1916 году вернулся в Литву. После 1918 года сотрудничал в литовской печати — газеты «Летува» („Lietuva“), «Летувос айдас» („Lietuvos aidas“), «Ритас» („Rytas“), журнал „Naujoji Romuva“ и другие периодические издания. Работал нотариусом в Кудиркос-Науместисе, посредником в торговле недвижимостью в Каунасе.
Написал книгу воспоминаний „Mano praeities vaizdeliai“ (1936).